# منتزعة الكبريت الألاسكينية
منتزعة الكبريت الألاسكينية (الاسم العلمي: Desulfovibrio alaskensis) هي نوع من البكتيريا، سلبية الغرام، تتبع جنس منتزعة الكبريت.